# Vita Maria Nocco
Vita Maria Nocco (Santeramo in Colle, 12 dicembre 1974) è una politica italiana, dal 13 ottobre 2022 senatrice della Repubblica per Fratelli d'Italia.

## Biografia
Nata a Santeramo in Colle (BA), figlia di Giuseppe Nocco, ha conseguito il diploma di ragioneria all'Istituto tecnico commerciale "Nicola Dell'Andro" nel 1993, si laurea in economia e commercio presso l'Università degli Studi di Bari nel 2000.
Ha lavorato prima come impiegata e poi come amministratrice nelle aziende agroalimentari di proprietà della famiglia.

### Attività politica
Inizia la sua attività politica nel Movimento Sociale Italiano, passando poi ad Alleanza Nazionale di Gianfranco Fini, nel Popolo della Libertà e infine a Fratelli d'Italia (FdI).
Alle elezioni politiche del 2018 viene candidata al Senato della Repubblica, tra le liste di FdI nel collegio plurinominale Puglia - 01 in seconda posizione, ma risultando non eletta.
Alle elezioni politiche anticipate del 2022 viene ricandidato al Senato nel collegio uninominale Puglia - 04 (Taranto), sostenuto dalla coalizione di centro-destra in quota Fratelli d'Italia, venendo questa volta eletta senatrice con il 42,51% dei voti e superando i candidati del Movimento 5 Stelle Roberto Fusco (30,03%) e del centro-sinistra, in quota Partito Democratico, Maria Grazia Cascarano (18,96%). Nella XIX legislatura è componente della 5ª Commissione Bilancio, della Commissione parlamentare per la semplificazione e della Commissione parlamentare d'inchiesta sulle condizioni di lavoro in Italia, sullo sfruttamento e sulla sicurezza nei luoghi di lavoro.
A febbraio 2024 diventa vice-coordinatrice provinciale di Fdi a Bari.

## Vita privata
È sposata con Michele Laquale, anch'egli militante di Fratelli d'Italia, già dirigente regionale del partito.